# Shunt (electricitat)

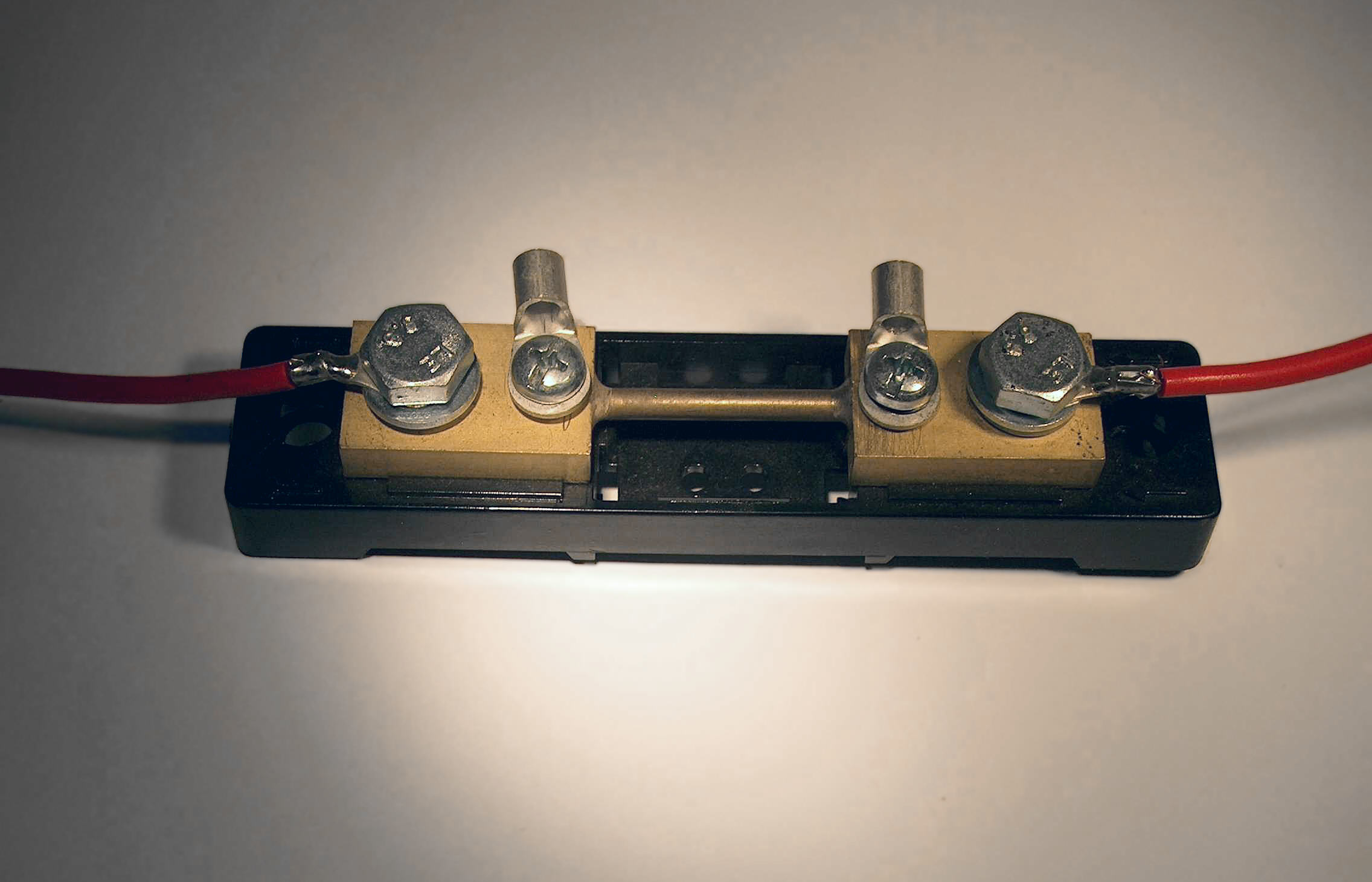
Shunt de 50A.

Shunt en electrònica és un aparell que permet que el corrent elèctric passi al voltant d'un altre punt en el circuit elèctric. Aquest terme també es fa servir àmpliament en l'energia fotovoltaica per a descriure un curtcircuit indesitjat entre la part frontal i part posterior d'una cèl·lula solar.
Un shunt és una càrrega resistiva a través de la qual es deriva un corrent elèctric. Generalment la resistència d'un shunt es coneix amb precisió i es fa servir per a determinar la intensitat de corrent elèctric que flueix a través d'aquesta càrrega, mitjançant el mesurament de la diferència de tensió o voltatge a través d'ella, fent servir la llei d'Ohm (I = V/R).

## Aplicacions
Es fan servir en els rectificadors de protecció catòdica per a conèixer el corrent que està subministrant la font cap al càtode. Aquests tipus de resistència no afecten gaire les lectures i les condicions de treball del sistema.